# Mixibius pilatoi
Espèce
Mixibius pilatoi est une espèce de tardigrades de la famille des Hypsibiidae.

## Distribution
Cette espèce est endémique du Sud de la Chine.

## Étymologie
Cette espèce est nommée en l'honneur de Giovanni Pilato.

## Publication originale
- Wang, 2009 : Tardigrades from the Yunnan-Guizhou Plateau (China) with description of two new species in the genera Mixibius (Eutardigrada: Hypsibiidae) and Pseudechiniscus (Heterotardigrada: Echiniscidae). Journal of Natural History, vol. 43, no 41/42, p. 2553-2570.